# Jean-Jacques Schuhl
Jean-Jacques Schuhl är en fransk författare, född 9 oktober 1941 i Marseille i Frankrike.
Schuhls två första romaner, publicerade på 1970-talet, passerade ganska obemärkt. Han är mest känd för sin tredje roman, Ingrid Caven, som gav honom Goncourtpriset 2000. Romanen bygger på hans partner, den tyska skådespelerskan och sångerskan Ingrid Cavens liv. Han har även skrivit texter för hennes album Room 1050 från 2001.